# Aliella
Aliella é um género botânico pertencente à família Asteraceae.

## Espécies
Apresenta cinco espécies:
- Aliella bracteata
- Aliella embergeri
- Aliella helichrysoides
- Aliella iminouakensis
- Aliella platyphylla